# Joseph Anton Stranitzky

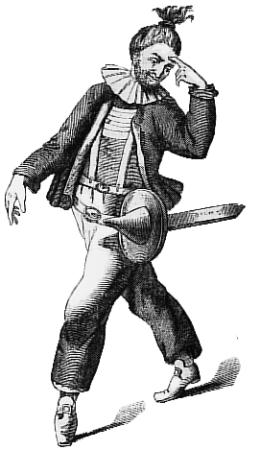
Stranitzky im Kostüm des Sauschneiders Hans Wurst. Die Körperhaltung zeigt seine tänzerische Ausbildung.

Joseph Anton Stranitzky (* 10. September 1676 vermutlich in Knittelfeld/Steiermark; † 19. Mai 1726 in Wien) war ein österreichischer Schauspieler, Theaterschriftsteller und Theaterleiter. Er gilt als Begründer des Alt-Wiener Volkstheaters und Erfinder des darin auftretenden Wiener Hanswursts. Zudem war er ein von der Medizinischen Fakultät Wiens geprüfter Zahnarzt.

## Leben
Stranitzky, vermutlich ein Sohn der Eheleute Wenzel Stranitzky („Wenceslaus Strännitzgy“) und Maria Barbara Stranitzky, war, wie damals üblich, zugleich Schauspieler und Puppenspieler. Er schloss sich einer Wandertruppe an, die 1699 in München gastierte, und war zu dieser Zeit auch schon als selbständiger Marionettenspielunternehmer im süddeutschen Raum tätig. Um 1705 wurden er und seine Ehefrau Maria Monica in Wien sesshaft. 1706 trat er am Neuen Markt in Wien auf, stets noch in Bretterbuden. 1711 wurde er Pächter des Kärntnertortheaters, eines neuen aus Stein gebauten Hauses. 
Mit seiner 1706 gegründeten Truppe „teutscher Komödianten“ machte er den Commedia-dell’arte-Darstellern Konkurrenz. Er entwickelte für sich die komische Figur des Wiener Hanswursts. Der Hanswurst war erheblich gröber als die italienischen Typen der Stegreifkomödie und hatte derartigen Erfolg, dass er imitiert und von anderen Darstellern übernommen wurde wie von Stranitzkys Schwiegersohn und Nachfolger Gottfried Prehauser.
Stranitzky war außerdem Weinhändler und übte noch eine bei einem „Wanderarzt“, mit dem er als junger Mann wohl zusammen auf Jahrmärkten unterwegs gewesen war, erlernte Tätigkeit als Wundarzt, vielleicht auch Quacksalber, und „Zahnzieher“ aus. Schauspieler übernahmen oft die damals gröberen ärztlichen Tätigkeiten wie Chirurgie und Zahnmedizin, was mehrheitlich aus Amputationen und Zahnziehen bestand. Für eine Tätigkeit als „Zahn- und Mundarzt“ war Stranitzky von der Wiener Medizinischen Fakultät schließlich sogar examiniert worden. Sein Sohn Augustin (1712–1740) wurde ebenfalls als Zahnarzt tätig.
Er starb am 19. Mai 1726 im Alter von 49 Jahren im „Comödi Haus“ beim alten Kärntnertor in Wien. Die offizielle Todesursache lautete „innerlicher Brand“ (innerliche Nekrose).

## Wirkung
Stranitzky parodierte und travestierte höfische Opern, die er aus dem Italienischen und Französischen übersetzte, und integrierte darin seine, auch als „Hans Sausakh von Wurstelfeld“ karikierte Hanswurst-Figur. Eine ganze Reihe von Texten solcher Haupt- und Staatsaktionen sind erhalten.
1938 wurde die Stranitzkygasse in Wien-Meidling nach ihm benannt.

## Werke
- Lustige Reyss-Beschreibung aus Saltzburg in verschiedene Länder (um 1707)
- Ollapatrida des durchgetriebenen Fuchsmundi (1711) (Ausg. Wien 1886 online – Internet Archive)

### Ausgaben
- Rudolf Payer von Thurn (Hrsg.): Wiener Haupt- und Staatsaktionen, 2 Bde., Wien: Literarischer Verein 1908/12.
- Josef Anton Stranitzky (et al.): Hanswurstiaden. Ein Jahrhundert Wiener Komödie. Wien: Residenz 2001. ISBN 3-7017-1028-7